# Marcelo Tosatti

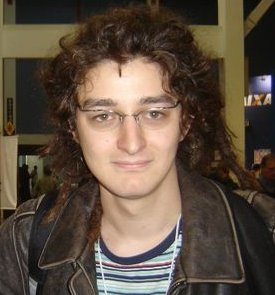
Marcelo Tosatti

Marcelo Tosatti (ur. 1983), informatyk brazylijski; opiekun jądra Linux serii 2.4.x. 
Wychował się w Kurytybie w Brazylii i przez sześć lat pracował w firmie Conectiva. W lipcu 2003 przeprowadził się do Porto Alegre, gdzie rozpoczął pracę dla Cyclades Corporation.
Opiekunem jądra stał się od wersji 2.4.16, 26 listopada 2001, w wieku 18 lat. Wzbudził sporo kontrowersji, początkowo swoim młodym wiekiem, a potem także bardzo rzadką publikacją kolejnych wersji, nawet tych zawierających ważne poprawki bezpieczeństwa. 27 lipca 2006 Tosatti ogłosił, że od wersji 2.4.34 włącznie rolę opiekuna serii przejmie Willy Tarreau.